# Monts Hakkōda
Pour le film, voir Mont Hakkoda (film).
Les monts Hakkōda (八甲田山, Hakkōda-san) sont un groupe de montagnes qui se situent au sud de la ville d'Aomori, dans la partie septentrionale de l'île japonaise de Honshū.
Ces montagnes sont une destination de premier choix pour les skieurs grâce aux chutes de neige importantes sur la région.

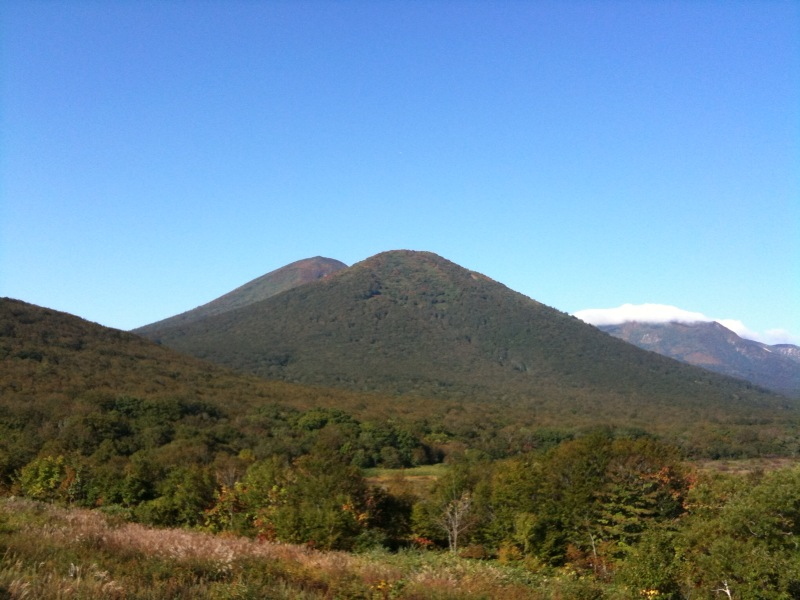
Vue des monts Hakkōda.

## Incident des monts Hakkoda

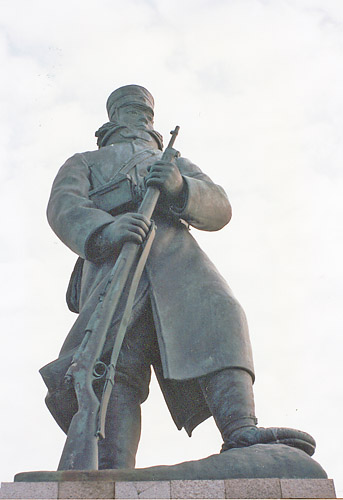
La statue de Fusanosuke Gotō qui survécut à l'entrainement militaire dans ces montagnes en 1902.

En 1902, un groupe de soldats de l’armée de terre japonaise s'est retrouvé piégé dans une tempête de neige alors qu'il traversait les monts Hakkōda pour se rendre à la station thermale de Tashiro. Avec 199 morts, il s'agit de l’accident de montagne le plus grave de l’histoire. Cet accident a été raconté par l'écrivain japonais Jiro Nitta dans son livre Marche vers la mort sur le mont Hakkoda, porté à l'écran en 1977 par Shirō Moritani sous le titre Mont Hakkoda.